# Franchini Gaffurio
Franchini ou Franchino Gaffurio, (ou encore Franchinus Gaffurius) (né à Lodi, 14 janvier 1451 – mort à Milan le 25 juin 1522) est un moine bénédictin, compositeur et théoricien italien de la musique.

## Biographie
Né à Lodi dans une ancienne famille noble de Padoue il est très jeune attiré par la vie monastique. Il entre alors chez les Bénédictins et sera plus tard ordonné prêtre. C'est comme moine qu'il est initié à la musique. Il en devient compositeur et théoricien. Moine il vit tout au long de sa vie dans différents monastères dont ceux de Mantoue et de Vérone avant de s'installer à Milan où il est maestro di cappella à la cathédrale, poste qu'il accepte en janvier 1484.

## Écrits
En tant que théoricien de la musique Gaffurio aura publié plusieurs traités musicaux, traduit en latin des ouvrages grecs de théorie musicale et édité les œuvres de quelques humanistes. C'est à Milan qu'il devient l'ami de personnalités importantes dans le milieu artistique, telles que le compositeur belge, originaire du Brabant, Johannes Martini (on peut préciser que le goût musical d'Isabelle d'Este - épouse du duc de Mantoue Francesco Gonzague et grande protectrice de la musique et des arts - a été façonné par son éducation à la cour de son père, le duc Hercule d'Este de Ferrare, sous l'autorité de ce dernier compositeur).

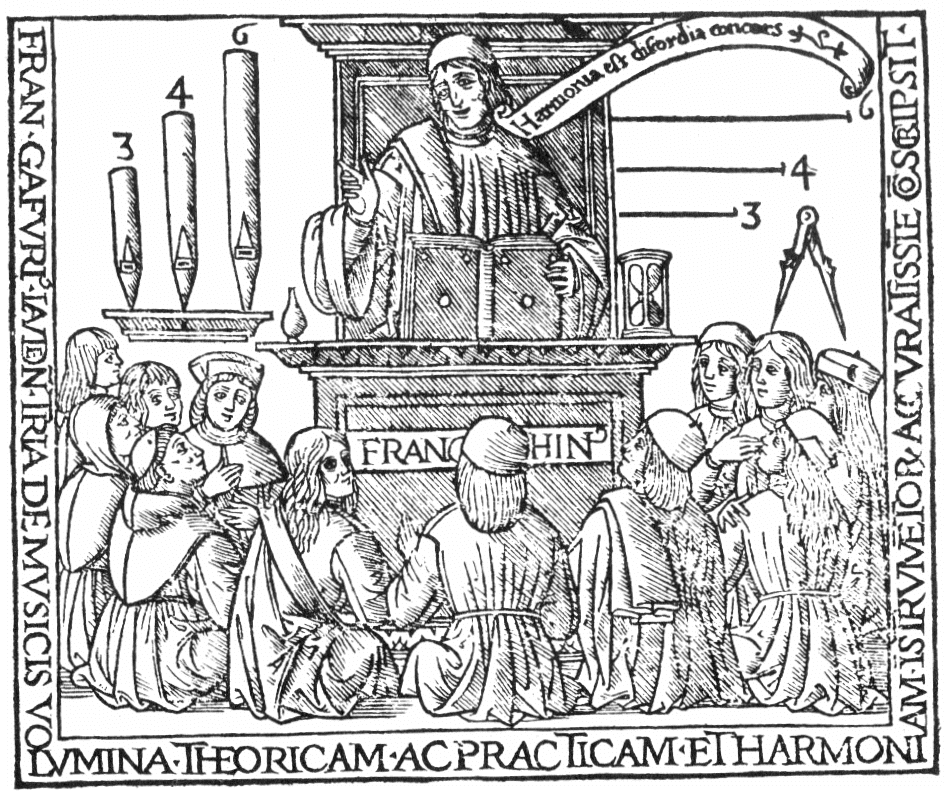
Xilographie de Gaffurius parmi douze étudiants dans De Harmonia musicorum instrumentorum (1518).

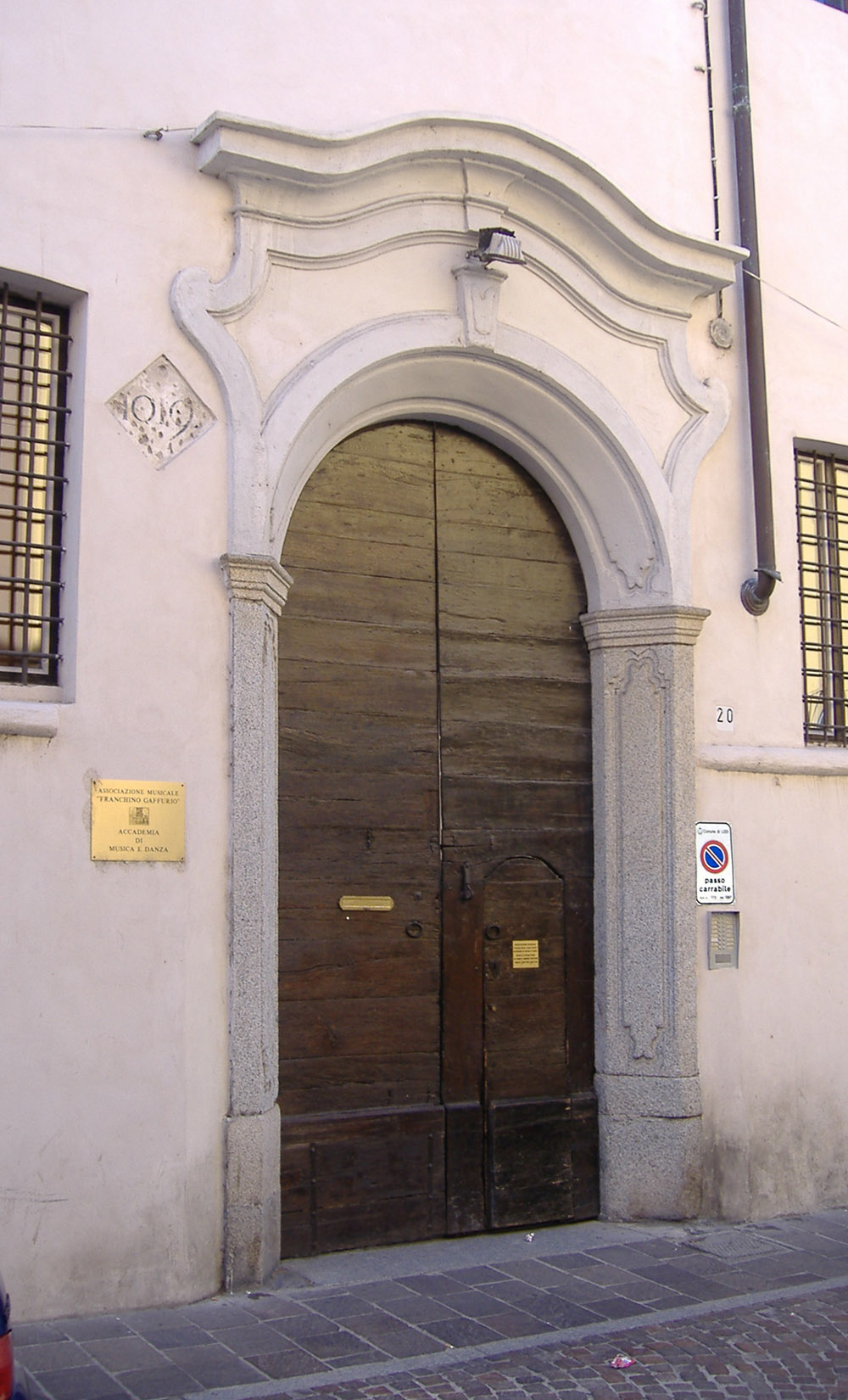
Lodi: l'entrée de l'Association.

## Œuvre musicale
La plus grande partie de sa musique est constituée par des messes et des motets destinés à la cathédrale de Milan. Ses compositions religieuses, ainsi que des pièces d'autres compositeurs, ont été réunies sous sa direction dans quatre manuscrits, aujourd'hui connus sous le nom de Codex de Gaffurius. Ses trois principaux traités, Theorica musicale (Milan, 1492), Practica musicae (Milan, 1496) et De harmonia musicorum instrumentorum opus (Milan, 1518), offrent un large spectre de recherches et d'études personnelles.

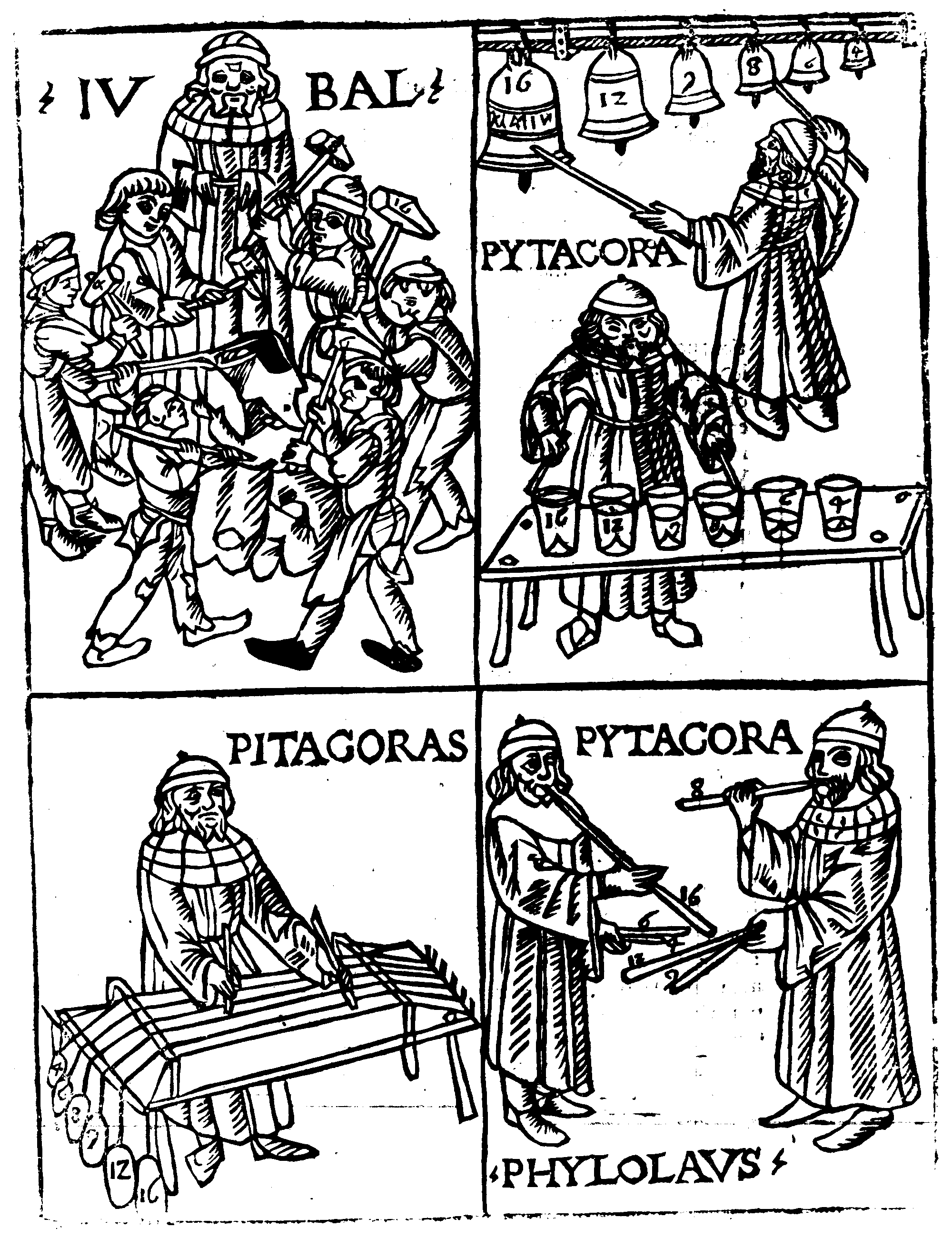
Une page de son livre Theorica musicae.

## Postérité
Léonard de Vinci réalisa le portrait de Gaffurio en 1490 (Franchino Gaffurio, portrait d'un musicien). C’est le seul portrait masculin de Léonard de Vinci, sauf son autoportrait de 1512-1515.
L' Associazione Musicale Franchino Gaffurio de Lodi, fondée en 1917 lui est dédiée. Elle a comme objet «... la diffusion et l'intérêt pour la Musique et pour la Danse... » (de l'Art. 1 de son Statut).